# STANAG 5516
STANAG 5516 (інша назва — Link 16) — стандарт НАТО (англ. NATO 's Standardization Agreement) під порядковим номером 5516, який визначає тип військової тактичної мережі обміну даних. Використовується США і країнами-учасницями Північноатлантичного альянсу.
STANAG 5516 є однією зі складових частин сімейства тактичних мереж передачі даних TADIL (англ. Tactical Digital Information Link). Це комунікаційна, навігаційна і ідентифікаційна система, яка підтримує обмін даних між тактичним командуванням, літаками, кораблями і наземними підрозділами.
Зв'язок здійснюється на ультрависокій частоті дециметрової хвилі. Поділ ресурсів каналу здійснюється за принципом TDMA (англ. Time Division Multiple Access), в якому часові інтервали розподіляються серед усіх учасників мережі для передачі і для прийому даних. Забезпечує передачу графічних зображень, текстових повідомлень, а також два канали передачі голосу зі швидкістю 2,4 і/або 16 кбіт/с.
Link 16 (інша назва, прийнята в країнах Північної Америки) визначений як один з цифрових сервісів у рамках MIDS (багатофункціональної системи розподілу інформації). Сама мережа Link 16 описана стандартом Міністерства оборони США MIL-STD-6016.

## Термінологія
Link 16 — загальне поняття, що описує мережу обміну даних з певними характеристиками. Конкретні програмно-апаратні засоби, що реалізують мережу цього типу (апаратура, програмне забезпечення, радіоканал) можуть мати інші назви:
- TADIL (англ. Tactical Digital Information Link) — уніфікований термін, який використовується у США. Цей термін описує ціле сімейство мереж (мережа Link 16 позначається TADIL J);
- JTIDS (англ. Joint Tactical Information Distribution System) — термін, що використовується ВМС США;
- MIDS (англ. Multifunctional Information Distribution System) — термін, що використовується країнами НАТО.

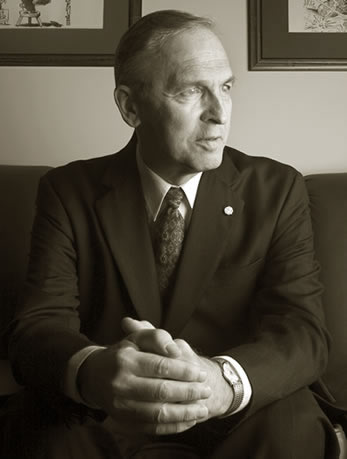
Артур Чебровські

У Сполучених Штатах TADIL серії-J функціонує як єдина логічна мережа, що утворює опорне середовище для передачі тактичних даних до глобальної інформаційної мережі. Ця концепція орієнтована на досягнення інформаційної переваги за допомогою об'єднання військових об'єктів у інформаційну мережу. Вона застосовується Міністерством оборони США і має назву мережево-центрична війна (англ. Network Centric Warfare).
Link 16 є семантично вдосконаленою тактичною лінією передачі даних, на відміну від попередника Link 11. Вперше застосовано адміралом Артуром Чебровським.

## Особливості передачі даних
Link 16 передає в реальному часі тактичну інформацію між підрозділами Збройних сил США і країн НАТО. Деякі функції Link 16 аналогічні функціям Link-4A і Link 11. Серед них:
- TDMA;
- Відсутність керувальної станції (Nodelessness)
- Ультрависока частота
- Гнучкість передачі даних
- Змінюване число учасників обміну
- Змінна швидкість обміну
- Мережева навігація
- Шифрування повідомлення і передачі
- Ідентифікація
- Управління, координація дій
- Передача мінливої частоти.

Повідомлення Link 16 містять дані з серії-J, які сумісні з інтернет-протоколом (IP). Ця можливість називається JRE (спільний діапазон розширення) і визначається штатівським стандартом MIL-STD (англ. United States Military Standard). Посилання J спрямовані на оптимізацію пропускної здатності і адаптацію до наземних мереж.
Для передавання інформації  радіоканалом від різних джерел Link 16 використовує множинний доступ з поділом за часом. Протягом одного циклу передачі інформації кожному учаснику інформаційного обміну виділяється певний період часу (часовий слот), протягом якого він здійснює передачу даних в монопольному режимі. Кожному учаснику обміну привласнюється унікальний п'ятизначний номер (англ. JTIDS UNIT number). JU ідентифікує учасника обміну і зумовлює розташування часових слотів, в яких учасник передає і приймає інформацію. Кожен часовий слот має довжину 1/128 або 7,8125 мс. Передавач працює в діапазоні 960–1215 МГц. Недоліком використання цих частот є конфлікт із системою радіолокаційного розпізнавання («Свій-чужий»), що працює на схожих частотах. Зв'язок здійснюється за прямої видимості на відстані до 300 миль. Інформація передається на одній з трьох швидкостей: 31,6, 57,6 або 115,2 кбіт/с, незважаючи на те, що максимальна пропускна здатність радіоканалу досягає 268 кбіт/с.

### Протокол передачі
Передача даних здійснюється послідовно словами довжиною 70 біт. Протягом часового слота може бути передано 3, 6 або 12 слів залежно від режиму упаковки даних (стандартна чи подвійна). Повідомлення Link 16 зазвичай складаються з 1, 2 або 3 слів. Повідомлення бувають трьох типів: фіксований формат, вільний текст або змінний формат. Повідомлення фіксованого формату (англ. J-series messages) використовуються для передачі тактичної інформації, повідомлення типу «вільний текст» — для передачі голосу, повідомлення змінного формату — містять інформацію, довжина і зміст якої визначається користувачем. Військово-морські сили США не використовують повідомлення змінного формату.
Користувачі об'єднуються у функціональні групи NPG (англ. Network Participation Group). Тимчасові інтервали для NPGs в кожному кадрі виділяють певні функції.

## Архітектура
У ранніх протоколах передачі даних необхідна керувальна станція, котра організовує роботу мережі. У разі виходу керувальної станції з ладу, передача даних неможлива. В Link 16 станція не передбачена. Коли здійснюється передача даних через канал Link 16, один з учасників обміну передає «мережеву часову мітку» (англ. Network Time Reference, NTR). Отримавши часову мітку, всі інші учасники обміну синхронізуються.
Порівняно з Link 11 безпека передачі даних у Link 16 значно поліпшена. Вся інформація шифрується. Форма переданих сигналів змінюється випадково. До сигналу додається псевдовипадковий шум, який спільно зі стрибками частоти надзвичайно ускладнює перехоплення і придушення сигналу.
Тимчасові слоти Link 16 можуть бути розбиті на групи. Кожна група визначається її функцією і задає типи переданих повідомлень. Основні групи:
- Спостереження (англ. Surveillance);
- Електронна протидія (англ. Electronic Warfare);
- Управління операцією (англ. Mission Management);
- Координація зброї (англ. Weapons Coordination);
- Управління повітряним рухом (англ. Air Control);
- Винищувач-винищувач (англ. Fighter-to-Fighter);
- Захищена телефонія (англ. Secure Voice);
- Локалізація і статус учасника (англ. Precise Participant Location and Identification (PPLI) and Status).

Розподіл мережі на групи дозволяє учаснику обмінюватися інформацією тільки з тими учасниками, які потрібні йому для виконання завдання. Користувачів можна розділити на два класи: С2 (англ. Command and Control) і non-C2. Учасник класу C2 здатний направляти дії інших учасників. Учасник класу Non-C2 — обмежений у можливостях.
Більшість військово-морських підрозділів командування і управління беруть участь у всіх певних групах, окрім «Винищувач-винищувач».

## Захист інформації
Повідомлення і передача теж шифруються. Передача шифрується з використанням захисту часу передачі (англ. time-based transmission security (TSEC)). Одержувач і відправник повинні мати однаковий TSEC-алгоритм. Для розшифровки даних — однакові змінні в MSEC-алгоритмі. Термінал може використовувати до 4-х пар криптографічних ключів, які зберігаються в осередках пам'яті SDU. Для захисту від завад при кодуванні використовуються коди Ріда – Соломона.
TADIL-термінал складається з приймача/передавача, антени, обчислювальної системи (англ. Digital processing group DPG), модуля живлення та модуля безпеки (англ. Secure data unit SDU). SDU типу KGV-8 зберігає ключі для здійснення безпечних комунікаційних функцій. Якщо SDU відділяється від терміналу, то ключ моментально стирається. У блоці існує роз'єм для завантаження ключів шифрування.
Термінал передає повідомлення на SDU, який шифрує повідомлення. Обчислювальна система на основі ключа малює випадкову послідовність стрибкоподібної перебудови частоти. Ця модель забезпечує випадкову перебудову частоти, розподіл частоти і низьку ймовірність перехоплення повідомлення. Термінал здійснює прийом повідомлень на певній послідовності частот, яку він отримав від SDU. Потім він передає повідомлення в SDU для розшифровки повідомлення і отримує відповідь від хоста.
Режим загального ключа — Common Variable Mode (CVM). В цьому режимі термінал генерує випадкову послідовність для TSEC, а також забезпечує MSEC, використовуючи один криптографічний ключ. В цьому випадку присвоюється єдина мітка шифрування (crypto variable logic label CVLL) для MSEC і TSEC.
Режим розділених ключів — Partitioned Variable Mode (PVM). В цьому режимі для генерації випадкової послідовності шифрування повідомлення використовується один криптографічний ключ, і окремий ключ використовується для генерації випадкової послідовності.
США і НАТО прийняли конвенцію, котра передбачає, що TADI J мережі повинні змінювати ключі раз на день. Термінали можуть бути завантажені ключами для двох днів роботи з автоматичною зміною ключів в заданий час. Можлива зміна ключів за спеціальним повідомленням OPTASKLINK message. Для завантаження ключів до SDU оператор повинен визначити де саме буде записаний ключ.
1 січня 1985 року було прийнято рішення визначити цей день як нульовий, і вже від нього вести відлік. Наприкінці криптографічного періоду всі ключі, які використовувалися, автоматично видаляються з SDU.

## Можливості
Порівняно з Link 11 число учасників інформаційного обміну значно збільшилася. Ідентифікатор учасника (JU) є 5-значним числом від 00 001 до 77 777 (від 1 до 32 767 в десятковому форматі, або 32 766 учасників). Ідентифікатори від 00 001 до 00 177, зазвичай, відводяться учасникам, які паралельно беруть участь в обміні. У цих учасників номери в Link 11 і Link 16 збігаються. Наприклад, JU 00043 відповідає PU 043.
У Link 16 значно збільшилося число траєкторій, які відстежують об'єкти (треки), передані в системі. У Link 11 номер треку — це 4-розрядне число від 0001 до 7777. Link 16 передбачає номер треку у вигляді п'ятизначного алфавітно-цифрового коду в діапазонах від 0А000 до ZZ777, всього 524 284 кодів у порівнянні з 4092 кодами, що забезпечувалися Link 11.
Для сумісності з Link 11 номери від 00 200 до 07 777 позначають ті ж треки, що і 0200-7777 в Link 11.

## Використання Link 16
- Літаки:

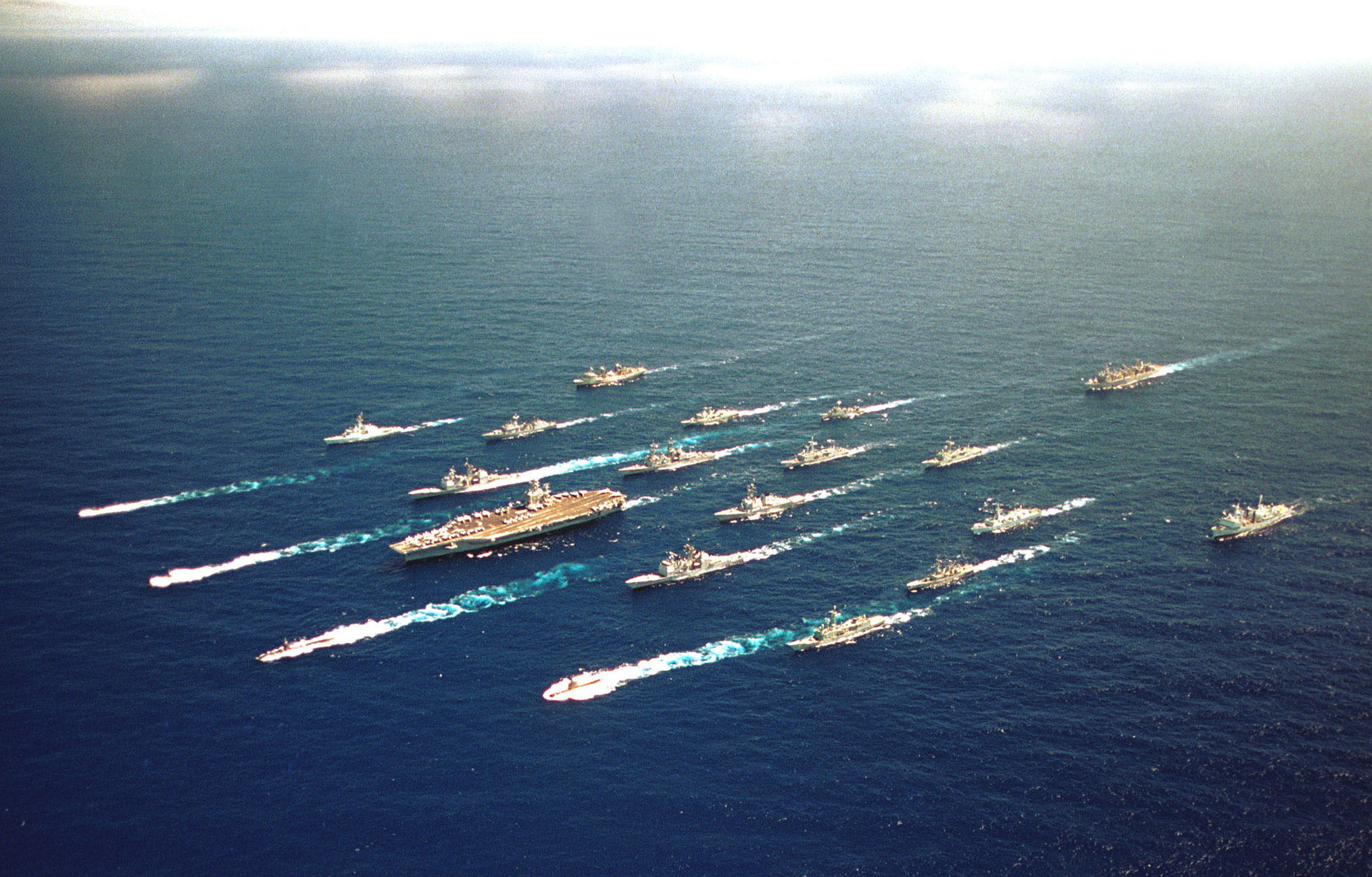
Авіаносна ударна група «Авраам Лінкольн»

  - Патрульний літак Lockheed P-3 Orion
  - Стратегічний бомбардувальник Rockwell B-1 Lancer
  - Тактичний винищувач McDonnell Douglas F-15 Eagle
  - Винищувач-бомбардувальник F-16 Fighting Falcon
  - Палубний винищувач-бомбардувальник McDonnell Douglas F/A-18 Hornet
  - Боїнг F/A-18E/F «Супер Горнет» Boeing F/A-18E/F Super Hornet
  - Винищувач-бомбардувальник Lockheed Martin F-35 Lightning II. Літаки F-35 здатні обмінюватись даними із використанням каналів Link-16 (з літаками 4-го покоління) та новими каналами Multifunction Advanced Data Link(інші мови) (MADL). Завдяки цьому літаки F-35 здатні обмінюватись даними з усіма сучасними та перспективними системами, що знаходяться на озброєнні країн-членів НАТО[9].
  - Багатоцільовий винищувач Eurofighter Typhoon
  - Багатоцільовий винищувач Dassault Rafale
  - Багатоцільові винищувачі Dassault Mirage 2000 і 2000D
  - Багатоцільовий винищувач Saab JAS 39 Gripen
  - Реактивний літак Panavia Tornado
  - Палубний літак Grumman E-2 Hawkeye
  - Boeing E-3 Sentry
  - Палубний літак Grumman EA-6 Prowler
  - Boeing E-8 JSTARS
  - Boeing EA-18 Growler
  - Розвідувальний літак Lockheed EP-3(інші мови)
  - Boeing RC-135
  - Літак дальнього радіолокаційного виявлення «Saab 340 AEW&C»
  - Пасажирський літак ATR 72
  - Літак дальнього радіолокаційного виявлення Embraer R-99(інші мови)
- Вертольоти:
  - Sikorsky SH-60 Seahawk
  - Ударний вертоліт AH-64 Apache
- Кораблі:
  - Авіаносна ударна група «Авраам Лінкольн» (англ. USS Abraham Lincoln)
  - Атомний ударний авіаносець «Шарль де Голль» (фр. Charles de Gaulle (porte-avions))
  - Багатоцільовий авіаносець «Кавур» (італ. Cavour)
  - Легкий авіаносець «Джузеппе Гарібальді» (італ. Giuseppe Garibaldi)
  - Корвети типу «Вісбю» (швед. Korvett typ Visby)
- ППО:
  - Протиракетний комплекс «Arrow»
  - Протиракетний комплекс «THAAD»
  - Зенітний ракетний комплекс «MIM-104 Patriot»
  - Станція «JTAGS»

## Розробки

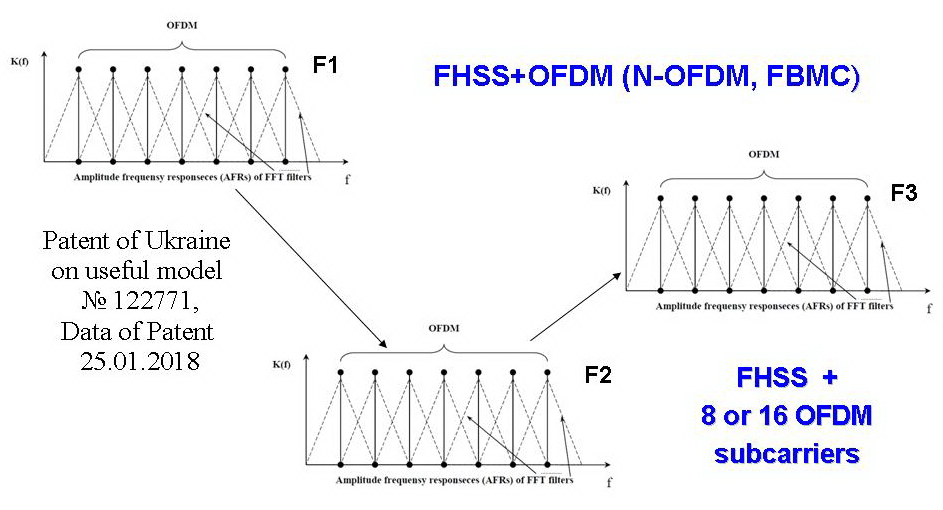
Принцип комбінації FHSS та OFDM (N-OFDM)

31 жовтня 2018 року компанія «Raytheon» успішно випробувала встановлення з'єднання за протоколом Link-16 Digital Air Control між кораблем «USS Wasp» та літаком «F-35B». З'єднання уможливлює обмін даними про:
- виявлені цілі,
- видача завдань на знищення цілей та їхнє становище,
- стан літака, кількість палива, наявну зброю.

Максимальна швидкість передавання даних за протоколом Link-16 становить близько 2 Мбіт/с. Тому актуальним завданням є пошук шляхів удосконалення фізичного рівня Link-16 за рахунок застосування нових типів сигналів, зокрема поєднання FHSS та частотного мультиплексування за принципами OFDM та N-OFDM.